# Too Much Pork for Just One Fork
Too Much Pork for Just One Fork è il secondo album in studio dei Southern Culture on the Skids, pubblicato nel 1991.

## Tracce
1. Eight Piece Box – 4:50
2. Roadside Wreck – 3:14
3. Come and Get It – 3:16
4. Cicada Rock – 3:03
5. Back in the Woods – 3:25
6. Big Pine Tree – 3:00
7. Voodoo Cadillac – 5:00
8. Firefly – 3:27
9. She Bought A Dog – 4:08
10. Dick's Theme – 3:13
11. Chitt'lin' Strut – 6:08
12. Stone In My Pocket – 3:21
13. Suede Pussycat – 3:00
14. C.W. James O-O-Spy – 3:35
15. Chicken Fist – 2:44
16. Five Dollar Shoes – 3:37

## Formazione
- Rick Miller: chitarra e voce
- Mary Huff: basso
- Dave Hartman: batteria, percussioni e maracas